# جهنمية ليمانيانية
الجهنمية الليمانيانية (الاسم العلمي:Bougainvillea lehmanniana) هي نوع من النباتات يتبع جنس الجهنمية من الفصيلة الشبية.